# Ekaterina Iliuhina
Ekaterina Iliuhina (n. 19 iunie 1987, Novosibirsk, RSFS Rusă, URSS) este o sportivă ce a reprezentat Rusia, medaliată olimpică. A participat la 2 ediții ale Jocurilor Olimpice (2010, 2014) în care a câștigat o medalie de argint.